# موتسارتیوم دانشگاه زالتسبورگ
موتسارتیوم دانشگاه زالتسبورگ (آلمانی: Universität Mozarteum Salzburg) یک دانشگاه تخصصی در زمینه هنرهای دراماتیک و موسیقی می‌باشد و در شهر زالتسبورگ، اتریش واقع شده‌است. این دانشگاه یکی از معتبرترین دانشگاه‌های اروپا در زمینه تحقیقات موسیقایی می‌باشد و به نام ولفگانگ آمادئوس موتسارت نامگذاری شده‌است.